# Olé (газета)
Olé («Оле») — аргентинская спортивная газета, которая издаётся в Буэнос-Айресе с 23 мая 1996 года группой Clarín в формате таблоида.

## История
С момента основания в газете Olé был принят лёгкий и в то же время информативный стиль повествования. За первые три года в газете сменилось несколько редакторов и она была удостоена различных наград за новаторскую концепцию в оформлении.
В октябре 1997 года газета получила три награды за выдающиеся достижения от Общества новостного дизайна (Society for News Design; SND), которое базируется в США.

## Разделы
Газета разбита на несколько разделов, посвящённых разным видам спорта, причём раздел о футболе является самым большим, поскольку это самый популярный вид спорта в Аргентине. Как правило, на 2-й и 3-й страницах всегда приводятся необычные истории, новости, опосредованно связанные со спортом, а также присутствует колонка в виде редакционной статьи под названием Francotirador («Снайпер»), в которой анализируются наиболее значимые новости конца недели.

### Футбол
Как правило, раздел начинается с обзора матчей, сыгранных накануне, в произвольном порядке. Для каждой игры готовится несколько анализов — один общий и несколько, относящихся к той или иной команде; приводится анализ, сделанный журналистом, имеющим отношение к одной из упомянутых команд — эта колонка называется De Frente («Прямо в лоб»); далее следует статистическая сводка матча, включающая в себя рейтинги игроков, тренеров, судей и матча в целом; иногда даётся краткое описание игры каждого игрока в качестве обоснования выставленных оценок; также присутствует подраздел El medallero («Медальная таблица»), в котором «награждаются» определённые игроки или ситуации:
- Награда «Марадона» — лучшему игроку матча.
- Награда «Ченемиго» присуждается худшему игроку.
- Награда «Ганди» — её награждают игрока или какого-либо другого человека, относящегося к футбольному миру, который сделал какое-то достойное «рыцарское» дело или проявил принципы «честной игры».
- Награда «Терминатор» — за акт насилия или агрессии.
- Награда «Тики-тики» присуждается игроку, который очень эффектно проявил себя в матче.

В выпусках газеты, накануне которых не было важных игр, обычно рассказывается о текущей ситуации в командах Примеры Аргентины, обычно начиная с команд «большой пятёрки» («Ривер», «Бока», «Индепендьенте», «Расинг», «Сан-Лоренсо»), а затем и об остальных. Затем освещается зарубежный футбол, при этом основной упор делается на командах, в которых выступают аргентинские футболисты, особенно подробно рассказывается об испанской и итальянской лигах.
В тех случаях, когда перед выходом газеты играла сборная Аргентины, именно она занимает первые страницы свежего номера.

### Другие виды спорта
За футболом обычно следует краткое обсуждение баскетбола, тенниса, регби, автоспорта и хоккея на траве.

### Последняя страница
Краткое изложение спортивных программ на телевидении и радио, различных азартных игр и раздел «Письма от читателей».

### Приложения
Основная часть газеты освещает новости футбола и других видов спорта, но также публикуются еженедельные приложения, посвящённые популяризации футбола и автоспорта, а также специальные приложения о важных событиях или спецвыпуски, посвящённые началу футбольного сезона. В 1997—2000 годах выходил так называемый «Мистический журнал» (Revista Mística) Olé.

## Скандалы
В первый год существования, после того как сборная Аргентины в финал Олимпийских игр в Атланте в 1996 году, газета опубликовала заголовок «Пусть макаки отомстят», имея в виду другой полуфинальный матч между сборными Бразилии и Нигерии. Это вызвало волну критики в адрес газеты, её авторов обвинили в расизме. Газете пришлось опубликовать извинения, но никаких последствий в адрес журналистов не последовало.
12 мая 2009 года газета опубликовала на своей первой странице заметку, основанную на флаге, который, по сообщению газеты, был замечен на стадионе «Ривер Плейта» во время матча хозяев против «Лануса». На этом флаге (или транспаранте) было написано, что сейчас в «Ривер Плейте» «самое слабое в истории руководство». Однако этот флаг никогда не существовал, а являлся результатом фотомонтажа, сделанного пользователем форума «Tu River» под нкнеймом river1985. После этого сразу несколько СМИ подхватили эту ошибку спортивной газеты и растиражировали новость о якобы страшном противостоянии клуба и болельщиков. На следующий день редакция Olé публично извинилась перед всеми своими читателями.